# 学校法人鶴岡学園
学校法人鶴岡学園（がっこうほうじん つるおかがくえん）は、北海道恵庭市に本部をおく学校法人の一つである。

## 概要
北海道恵庭市内に大学1校・高等学校1校・幼稚園1校を擁する。なお、山形県鶴岡市に同名の学校法人が存在するが、無関係である。

## 沿革
- 1942年（昭和17年）- 鶴岡トシによって、前身となる北海道女子栄養学校が札幌市南区藤野に設立される。
- 1947年（昭和22年）- 北海道栄養学校に改称[1]。
- 1959年（昭和34年）- 学校法人鶴岡学園設立、藤の沢女子高等学校を創設する[1]。
- 1963年（昭和38年）- 北海道栄養短期大学を開学する[1]。
- 1970年（昭和45年）- 北海道栄養短期大学付属幼稚園を創設する[1]。
- 1988年（昭和63年）- 藤の沢女子高等学校から札幌明清高等学校に校名変更し、男女共学化[1]。
- 1994年（平成6年）- 北海道栄養短期大学から北海道文教短期大学に校名変更[1]。
- 1999年（平成11年）- 北海道文教大学を恵庭市に創設する[1]。
- 2000年（平成12年）- 札幌明清高等学校から北海道文教大学明清高等学校に校名変更[1]。
- 2021年（令和3年）- 北海道文教大学明清高等学校から北海道文教大学付属高等学校に校名変更[1]

## 設置校

### 現在設置している学校
- 北海道文教大学
- 北海道文教大学附属幼稚園
- 北海道文教大学附属高等学校

### かつて設置していた学校
- 北海道文教大学短期大学部

## 本部
- 北海道札幌市南区藤野400（1942-1999）
- 北海道恵庭市黄金中央5-196-1（1999-）

## 所有校地
- 恵庭キャンパス（北海道恵庭市黄金中央5-196-1）
  - 法人本部
  - 北海道文教大学
  - 北海道文教大学附属高等学校
  - 屋外運動場
- 恵庭第二キャンパス（北海道恵庭市漁町396）
  - 認定こども園・北海道文教大学附属幼稚園
- 札幌キャンパス（北海道札幌市南区藤野400）
  - 　北海道文教大学短期大学部元校舎、北海道文教大学明清高校時代の校舎、北海道文教大学短期大学部附属幼稚園時代の園舎

## 歴代理事長
- 鶴岡新太郎：初代、1959年～1963年
- 鶴岡トシ：2代、1963年～1978年
- 高杉年雄：3代、1978年～1984年
- 佐々木シロミ：4代、1984年～1993年
- 伊藤雅夫：5代、1994年
- 佐々木シロミ、6代、1994年～2000年
- 鈴木武夫、7代、2000年～2025年[2]
- 浅見晴江、8代、2025年～